# Percentil de talla y peso

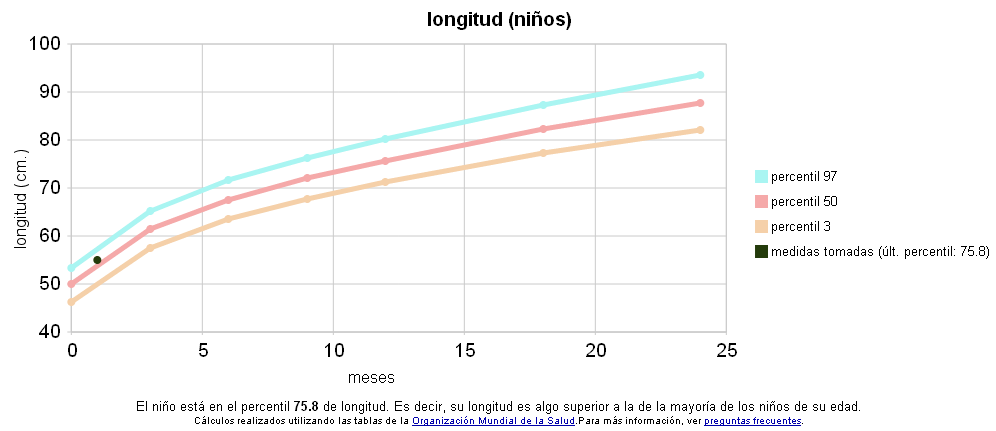
Gráfica de percentil de niños. Muestra las líneas de percentil 3, 50 y 97, así como un percentil puntual de 75,8. Esta gráfica es una captura de una [http://www.percentilinfantil.es página de cálculo de percentil de desarrollo de bebé y niños

El percentil de un bebé o un niño es un dato que se obtiene de la comparación de la medida de longitud, peso o perímetro craneal de un bebé o un niño con las medidas tomadas a un gran número de bebés o niños de la misma edad.

## Uso de las gráficas de percentiles y curvas de crecimiento estándar
Las gráficas de percentiles y las curvas de crecimiento estándar son una ayuda muy importante a la hora de detectar anomalías en el desarrollo normal de un niño. Dichas anomalías pueden detectarse observando las desviaciones que se produzcan en las diversas medidas que se le toman al bebé o al niño de forma periódica. Pero además es necesario disponer de datos estadísticos de medidas en una cantidad suficiente de niños sanos para poder compararlas con las medidas recién tomadas. Y eso es, precisamente, lo que son las gráficas de percentiles: datos estadísticos que ayudan a detectar desviaciones en el desarrollo del niño.

## Interpretación de un percentil "n" de longitud
Si el niño está en un percentil "n" de longitud, eso quiere decir que estadísticamente dicho niño es más largo (o alto) que el (n)% de los niños de su edad y más bajo que el (100-n)% de los niños de su edad.

Ejemplo: si el niño está en un percentil 40 de longitud, estadísticamente dicho niño es más largo (o alto) que el 40% de los niños de su edad, y más bajo que el 60% de los niños de su edad.

## ¿Cuándo se considera que una desviación es importante?
Esta pregunta no tiene una respuesta sencilla y en este caso es mucho mejor preguntar al pediatra.
Por ejemplo, que un niño esté en el percentil 98 de longitud no significa, en principio, que haya ningún problema. Pero si además el niño está en el percentil 2 de peso, entonces quizá podría haber un problema de desnutrición. Ocurre lo mismo si el niño no es demasiado largo, por ejemplo un percentil 20, y en cambio está en el percentil 90 de peso. Podría haber un caso de sobrepeso.
Esto último, en cualquier caso, es algo que debe juzgar el pediatra.

## Origen de los datos estadísticos
Para obtener un número de datos suficientemente relevante, se han hecho varios estudios en los que se ha medido a un gran número de niños a lo largo del tiempo. Los dos estudios más importantes son los siguientes:
1. Estudio realizado por la Organización Mundial de la Salud entre 1997 y 2003.[2] Dicho estudio se realizó con 8500 niños de 0 a 5 años de diferentes países (India, Brasil, EE. UU. Omán, Noruega y Ghana), alimentados solo con leche materna en los primeros meses de vida.
2. Estudio  realizado por la fundación Faustino Orbegozo Eizaguirre entre 2000 y 2001.[3] Este estudio se realizó con niños de 0 a 18 años con mezcla de alimentación con leche materna y biberón.

Los pediatras de algunas de las comunidades autónomas en España utilizan los datos de la fundación Faustino Orbegozo Eizaguirre. Otros utilizan ya los datos de la Organización Mundial de la Salud. En internet hay varios sitios donde es posible calcular el percentil de un bebé, niño o adolescente, utilizando dichas tablas.